# H.B. Bruun
Hans Brøchner Bruun (født 18. juli 1793 i Fredericia, død 1. april 1863 i Assens) var en dansk købmand og politiker.

## Familie
Bruun var søn af købmand og fabrikant Bertel Bruun og Magdalene Barbara Brøchner (1768-1831). Han blev gift 6. juni 1818 i Odense med Hanne Antonie Jacobine Christiane Plum (1798-1878) som var datter af biskop i Odense Frederik Plum og Marie Sophia Munk.
Han var bror til fabrikant Johannes Bruun, fabrikant M.P. Bruun og højesteretsassessor P.D. Bruun. De to sidstnævnte var ligesom også H.B Bruun medlemmer af Den Grundlovgivende Rigsforsamling.

## Erhvervskarriere
Bruun kom i 1807 på handelsskole i Hamborg og begyndte i 1809 at arbejde på sin fars kontor i Fredericia. Han blev kompagnon i farens firma 1817. I 1826 overtog han Assens Færgested og en købmandsforretning i Assens efter sin yngre bror Søren Wedege Bruun som var død samme år. Han opgav sine aktiviteter i Fredericia i 1829 til fordel for Assens hvor virksomheden udviklede sig til at blive af en af Danmarks største handelshuse uden for København. Han drev blandt andet omfattende kornhandel med England.

## Politisk karriere
Bruun var konstitueret hospitalsforstander i Fredericia 1827-1828 mens han endnu var i byen. I Assens blev han transportforvalter i 1836 og medlem af borgerrepræsentantskabet 1838-1857 og dets formand fra 1839. Han var også kirkeværge, medlem af havnekommissionen og andet.
Han var stænderdeputeret for Odense Amts mindre købstæder på Østifternes Stænderforsamling i Roskilde 1835-1848, men deltog ikke i samlingen i 1844. Han var kongevalgt medlem af Den Grundlovgivende Rigsforsamling 1848-1849. Han stillede ikke op til rigsdagsvalg efterfølgende.

## Hædersbevisninger
Bruun blev udnævnt til ridder af Dannebrog i 1840.